# Викуп
Викуп людини — плата грошима чи майном за звільнення особи (полоненого, заручника) чи майна. Практика викупу була узаконена в середньовічних правових кодексах Європи, зокрема у Руській Правді.
Викрадення людей з метою викупу були поширені з найдавніших часів і дотепер розповсюджена. У культурі багатьох народів зустрічаються ритуальні викрадення зі сплатою також передбаченого звичаєм викупу (наприклад, викрадення нареченої).
В Європі аж до раннього Нового часу було звичайною практикою викрадення знатної людини (лицаря, дворянина, монарха), тримання її у полоні аж до сплати викупу, сума якого могла досягати гігантських величин. Турецькі і алжирські корсари нерідко робили набіги на узбережжя середземноморських держав з метою захоплення людей у рабство або з метою викупу; існував навіть особливий монаший орден тринітаріїв, основним завданням якого був збір засобів для викупу викрадених з полону.
Практика викупу була і у козацькі часи — знатні шляхетські роди викупляли з турецького полону своїх близьких.
Викуп майна — придбання речі, яка раніше належала самому покупцю.
Викуп цінних паперів — придбання емітентом випущених ним цінних паперів для їх подальшого перепродажу, розповсюдження серед своїх працівників або анулювання.
Викуп державного майна, зданого в оренду з викупом — спосіб приватизації.

## Відомі історичні особи, за яких був заплачений викуп
- Гай Юлій Цезар
- Річард I Левове Серце
- Джеффрі Чосер
- Атауальпа
- Мігель де Сервантес

## Цікаві факти
- 845 року після захопленнями вікінгами під проводом ярла Рагнара Лодброка Парижу, який входив до склдау Західного Франкського королівства вони отримали викуп за місто, за що повернули його франкам.[1]